# Kivik
 Ikke at forveksle med Kvívík.
Kivik (på dansk: Kivig) er et byområde cirka 19 kilometer nord for Simrishamn i det østlige Skåne der havde 1.013 indbyggere i 2005. Kivik er et populært turistmål i Østerlen.
Området omkring Kivik er Skånes og Sveriges største æbledistrikt, hvor Kiviks Musteri siden 1888 har forædlet ikke kun æbler men al slags frugt. Klimaet i Østerlen er mildt og velegnet til frugtdyrkning. Hvert år i september er der et stor æblemarked i Kivik.
I byens udkant ligger Kivik-graven (dansk Kivig-graven), som er en cirka 3.000 år gammel bronzealdergrav.